# Kristina af Sverige
 "Dronning Kristina" omdirigeres hertil. For andre dronninger med samme navn, se Dronning Christina (flertydig).
Kristina Augusta (eller Christina Augusta; født 18. december 1626 på slottet Tre Kronor, død 19. april 1689 i Rom) var regerende dronning af Sverige fra 1632 til 1654. Hun var datter af og tronarving efter Kong Gustaf 2. Adolf. Hun var under formynderstyre med Axel Oxenstierna i spidsen fra 1632 og regerende dronning 1644-1654.
Kristina var en dygtig politiker, der fremskyndede Westfalske Fred, der afsluttede Trediveårskrigen. Da hun forblev ugift, sikrede hun tronen for sin fætter, Karl 10. Gustaf. Hun var ligeledes interesseret i filosofi, kunst og videnskab og samlede på kunstværker, bøger og håndskrifter. Hendes bogopkøbere rejste rundt i hele Europa.
Hun abdicerede i 1654, hvorefter hun forlod landet, gik over til katolicismen – der var fra 1617 dødsstraf i Sverige for at konvertere  – og bosatte sig i Rom, hvor hun blev begravet i Peterskirken.

## Opvækst
Sverige var en stormagt under Gustav Adolf, men nogen søn fik han aldrig. Først kom to døtre, der begge ligger begravet i Riddarholmskyrkan i Stockholm – en navnløs prinsesse som døde i 1620, og den første prinsesse Kristina, som blev født i 1623 og døde året efter. Der knyttedes derfor store forhåbninger til Maria Eleonoras tredje svangerskab i 1626, og slottet fyldtes af glædesråb, da hun 8.december nedkom med et barn, man først tog for en dreng – han var så lodden og skreg med en stærk, hæs stemme. Kristina skriver i sin selvbiografi: "Dyb forlegenhed greb kvinderne, da de opdagede, at de havde taget fejl." Imidlertid var kongen lige fornøjet og sagde: "Hun kommer til at blive dygtig, for hun har narret os alle!" Kristina var født med sejrsskjorte, dvs en mere eller mindre intakt fosterhinde klæbende til sig. Det kan forklare, hvorfor hun først blev taget for at være en dreng – men uanset dette regnedes sejrsskjorten som et godt varsel. Gustav Adolf var nært knyttet til barnet, som på sin side så meget op til ham, mens moderen forblev fjern i sin skuffelse over datterens køn. Før Gustav Adolf drog ud i Trediveårskrigen for at forsvare protestantismens sag, sørgede han for at gøre pigen til sin tronarving og sikre hendes interesser, hvis han ikke kom tilbage – hvad han da heller ikke gjorde.
Kristina græd i tre dage efter faderens afrejse, selv om hun ellers sjælden tog til tårerne. Der er bevaret breve, hun skrev til ham på tysk i femårsalderen – skoletimerne var dagens lyspunkt for hende. Moderen havde hentet faren hjem fra Tyskland i en kiste og lukkede sig inde i sin lejlighed, hvor vinduer og vægge var dækket med sort stof. Hun havde tilbedt sin mand og befalede, at kongen ikke skulle i jorden før hun selv skulle begraves sammen med ham. Hun forlangte, at kisten skulle stå åben, og hver formiddag sad hun og klappede den døde, uden at ænse forrådnelsen. Kongen faldt i november 1632, men blev først gravlagt 22.juni 1634, mere end halvandet år senere. Efter kort tid kom Maria Eleonora sig dog ind i gravkammeret og prøvede at krybe ned til liget. Rigskansleren Axel Oxenstierna måtte så sætte en vagtpost ud for at forhindre gentagelser.
Datteren, som af udseende lignede sin far, blev pludselig centrum for morens opmærksomhed. Fra at være helt ligeglad med pigen blev Maria Eleonora pludselig sygeligt optaget af hende. Gustav Adolf havde bestemt, at datterens opdragelse ved hans død skulle overgå til hans søster, Catharina af Pfalz, der var gift med grev Johan Kasimir af Pfalz og var flyttet tilbage til Sverige ved Trediveårskrigens udbrud. Kristina kendte parret godt, kusinen Maria Eufrosyne blev senere gift med en af Kristinas nære venner, og fætteren Karl Gustav blev hendes barndomskæreste og senere tronarving. Men denne lykkelige løsning passede dronningen dårligt; hun forviste sin svigerinde fra slottet og ville selv opdrage sin datter, der led under morens grådanfald i den mørklagte lejlighed. Rigskansler Oxenstierna så ingen anden udvej end at forvise dronningen til Gripsholm slot, og Rigsrådet afgjorde, hvornår hun fik den niårige datter at se. Nu fulgte tre gode år, da pigen havde sin faster Catharina og dennes familie boende på slottet, men da Catharina døde i 1639, fik Oxenstierna dem hurtigt flyttet ud.
Barnepigerne havde ved en lejlighed tabt Kristina, da hun var baby, så hun brækkede et kraveben og fik et brud i det ene skulderblad. Hun blev skæv for livet, med den ene skulder højere end den anden, men udviklede sig til en særdeles dygtig rytterske, der også fik timer i fægtning og skydning. Tidligt udviste hun en imponerende modenhed – 15. marts 1633 blev hun udråbt til dronning, kun seks år gammel, og modtog som sin første officielle handling Ruslands gesandtskab, som var imponerede over barnet. Teologen Johannes Matthiae Gothus var efter kongens ønske hendes hovedlærer, og underviste hende i religion, filosofi, græsk og latin. Hun lærte også svensk historie og moderne sprog og havde et helt ualmindeligt sprogøre. Da Frankrigs ambassadør Pierre Hector Chanut kom til Stockholm i 1645, konstaterede han imponeret: "Hun taler fransk, som om hun var født i Louvre!" Otto Sperling, der var læge for Christian 4.s datter Leonora Christina, mødte Kristina i Sverige vinteren 1653 og samtalede med hende på italiensk, som han beherskede flydende efter at have boet i Italien i fire år. Han undrede sig over at hun, der aldrig havde været i Italien, talte sproget som en indfødt. Hun satte sig også ind i islam, og hun læste Les trois imposteurs, et værk, der sår tvivl om al organiseret religion.
Kristina var en mønsterelev, og rigskansler Oxenstierna skrev stolt om den fjortenårige pige, at hun "ikke var som en kvinde", men tværtimod havde "god forstand" – efter sin far, der havde studeret under Galileo Galilei. Oxenstierna underviste hende i politik. Han og Gustav Adolf havde delt krongods ud som belønning til adel og feltherrer for at sikre sig disses loyalitet, en politik, opdagede Kristina , der forrykkede magtbalancen mellem konge og adel. Hendes oldefar Gustav Vasa var gået over til protestantismen og havde derved forøget krongodset med kirkens og klostrenes beslaglagte ejendomme, så kongehuset sad med ca 30% af jorden, de frie bønder med lidt over halvparten, og adelen med ca 20%. Men fordi Gustav Adolf havde stykket krongodset ud som løn til feltherrer og embedsmænd, ejede svensk adel på Kristinas tid næsten 75% af jorden. I løbet af hendes ti år på tronen, blev antal adelsfamilier fordoblet fra 300 til ca 600, da hun ikke havde andre måder at belønne folk for deres krigsindsats på. Overføringerne skete så raskt, at man ikke altid nåede at få dem indført i jordebogen, og nogle gange blev det samme stykke land foræret væk to gange.

### Forholdet til moderen
Maria Eleonora skrev jævnligt klagebreve til datteren om, at hun og hendes tyske hof ønskede sig væk fra eksilet på Gripsholm slot. Kristina svarede taktfuldt. Rigsrådet ville ikke lade enkedronningen flytte derfra. Hun bad da om tilladelse til at forlade Sverige. Kristina inviterede sin mor til Stockholm og prøvede at overtale hende til at blive i landet; men i 1640 flygtede enkedronningen sammen med sin hofdame Anna Sofia von Bülow til Danmark i en dansk båd og blev godt modtaget af Christian 4., uden at det fik den krævende Maria Eleonora til at synes bedre om Danmark. Hun ville hjem til Brandenburg, men kurfyrsten dér rejste krav om en økonomisk godtgørelse fra Sverige, mens det svenske Rigsråd tværtimod ville inddrage hendes apanage og konfiskere ejendommene. Til sidst fik teenageren Kristina forhandlet sig til et vist underhold for sin mor og supplerede dette med midler fra sin egen kasse.
I 1648 kom moderen tilbage til Sverige. Kristina købte da det nyopførte De la Gardieske palads Makalös (= Mageløst), beliggende lige ved det kongelige slot, til hende. Det var kolossalt dyrt, men Kristina betalte da heller ikke. I stedet leverede hun slottet tilbage i 1652. Moren døde i 1655, året efter at Kristina havde abdiceret.

#### Besøg af Descartes
Kristinas gode ven, ambassadør Chanut, korresponderede med filosoffen René Descartes og formidlede dennes tanker til hende. Kristina blev så interesseret, at også hun begyndte at brevveksle med Descartes, og snart inviterede hun ham til Sverige. Hun advarede ham mod den svenske vinterkulde og foreslog, at han kom om foråret eller sommeren. I stedet ankom han 4. oktober 1649, og i de følgende måneder blev det klart, at kulden plagede ham stærkt. Han boede hos Chanut, men med Kristinas stramme timeplan mødte han i slotsbiblioteket kl. 5 om morgenen for at diskutere filosofi med hende og bibliotekar Johan Freinsheim. Lokalet var iskoldt, og i februar 1650 blev Descartes syg og døde ti dage senere, den 11. februar 1650. Kristina sørgede og var plaget af skyldfølelse over hans død.

## Dronning
I sin selvbiografi fra 1681 skriver Kristina: "Min mening er, at kvinder aldrig bør regere". Det er opsigtsvækkende fra en kvinde, der selv regerede et land i ti år, og gjorde det godt.
Rigsrådet foreslog, at Kristina skulle tiltræde regeringen, når hun blev seksten år, men hun bad om at måtte vente, til hun var atten, som hendes far havde gjort. I 1644 besteg hun tronen, og hendes første store opgave blev at slutte fred med Danmark. Det kom Sverige heldigt fra; Danmark måtte afstå Gotland og Øsel, mens Norge tabte Jämtland og Härjedalen.
Rigskansler Oxenstierna opdagede snart, at Kristina gik ind for en anden politik end han. Til fredskongressen i Tyskland i 1645 sendte han sin søn Johan Oxenstierna med den indstilling, at det ville gavne Sverige, hvis Trediveårskrigen fortsatte. Kristina ville derimod have fred og sendte derfor sin egen forhandler, Johan Adler Salvius. Han var blandt de borgerlige, hun sørgede for at få i sin tjeneste. Lige før fredsslutningen fik hun Salvius udnævnt til rigsråd mod Oxenstiernas vilje, og til almen bestyrtelse fordi Salvius ikke var adelig; men Kristina ønskede netop en modvægt til adelen.
Med sit fredsønske fremstod hun som langt mere folkelig end sin far, men først 24.oktober 1648 blev fredsforhandlingerne i Westfalen ratificerede. Én god ting havde krigen medført – erhvervelsen af store bogsamlinger taget som krigsbytte. I Kristinas samling fandtes flere dubletter, og disse blev bortauktioneret, sådan at nogle bøger faktisk er havnet ved Oslo katedralskole.
Kristina vidste, at man forventede en tronarving af hende. Fætteren Karl Gustav var forelsket i hende, og de blev hemmeligt forlovet, før han i 1642 tog af sted til tre års krigstjeneste i Tyskland. Men hun skriver i sin selvbiografi, at hun havde "en uovervindelig modvilje mod ægteskabet", og det eneste, de to ser ud til at have haft til fælles, var en forkærlighed for hunde. Ligeledes følte hun "en uovervindelig modvilje mod alt, hvad kvinder talte om og gjorde". Hun sov tre-fire timer hver nat og var mest optaget af studier; hun glemte at rede sit hår, smed tøjet på i en fart, og gik af bekvemmelighedshensyn helst i herresko, med lav hæl, selv om hun kun var lige over 150 cm høj. Imidlertid sagdes det, at hun havde charme, og det uglede hår klædte hende. Hendes tætteste forhold var til den jævnaldrende Ebba Sparre, som hun kaldte Belle (= skønhed). Senere giftede Ebba sig med Jacob de la Gardie i 1653, hvor Kristina selv var værtinde. Ægteskabet kom kun til at vare i fem år. Ebba besøgte sin mand i Helsingør da han blev skudt ned og dræbt, og deres tre børn døde alle som små. Ebba selv døde allerede i 1662, kun fire år efter sin mand. Kristina havde holdt kontakten med hende gennem breve og gennem disse udtrykte hun til stadighed sin kærlighed til Belle.
26.februar 1649 offentliggjorde Kristina, at hun ikke ønskede at gifte sig overhovedet, men ville have sin fætter Karl Gustav til tronarving. Adelen satte sig imod forslaget, mens de andre stænder accepterede det. "Jeg vil ikke have, at en mand omgås mig, som bonden omgås sin ager," sagde hun. I oktober 1650 kunne Kristina så krones til dronning. Hun tog ud til slottet Jacobsdal (det nuværende Ulriksdal), og steg der ind i en kroningsvogn betrukket med sort, guldbroderet fløjl og trukket af seks hvide heste. Triumftoget ind til Storkyrkan i Stockholm kørte gennem tre æresporte og var så langt, at da de første nåede frem, havde de bagerste ikke forladt Jacobsdal endnu. De fire stænder – adel, gejstlighed, borgere og bønder – var inviteret til middag på slottet. Torvets fontæner sprøjtede vin, og der blev budt på spidstegt okse og fyrværkeri. Festdeltagerne var udklædt i fantastiske dragter som til karneval. På Norrmalmstorg blev der rejst en mægtig triumfbue, efter model af den romerske Konstantinbue, men da den var af træ og papir, blev den hurtigt raseret af vejr og vind.

## Religion
Kristina var hele sit liv meget tolerant overfor andres religiøse overbevisning. Hendes lærer Johannes Matthiae stod for en mildere holdning end lutheranere ellers. I 1644 foreslog han en ny kirkeordning, men blev nedstemt, fordi den blev tolket som calvinisme. Kristina, som da var blevet dronning, forsvarede imod Oxenstiernas råd Matthiae, men tre år senere måtte forslaget trækkes tilbage. I 1647 ønskede gejstligheden at indføre Konkordiebogen, der definerer korrekt lutheranisme og kætteri, sådan at fri teologisk tænkning ikke længere ville være mulig. Matthiae satte sig stærkt imod og fik igen støtte af Kristina. Konkordiebogen blev ikke indført.
Da Ludvig 14. trak Nantes-ediktet fra 1598 tilbage, så franske protestanter igen kunne forfølges, skrev hun et vredt brev, dateret 2.februar 1686 og rettet til den franske ambassadør. Solkongen tog det ikke nådigt op, men Kristina gav sig ikke.
I Rom fik hun pave Clemens 10. til at forbyde skikken med at jage jøder gennem gaderne under karnevalet. 15.august 1686 skrev hun en erklæring om, at Roms jøder stod under hendes beskyttelse, undertegnet la Regina – dronningen.
Som ung dronning havde hun selv været under pres, da hun regerede et protestantisk land og skjulte, at hun personlig var katolik. I august 1651 bad hun Rigsrådet om at måtte abdicere, men gav efter for dets bønner om at fortsætte som dronning. Hun havde ført lange samtaler med Antonio Macedo, tolk for Portugals ambassade. Han var jesuit, og i august 1651 tog han et hemmeligt brev fra hende med til jesuitergeneralen i Rom. Som svar på brevet rejste to jesuitter på hemmeligt opdrag til Sverige i foråret 1652, under falske navne og forklædt som adelsmænd. Med dem havde Kristina flere samtaler, da hun ønskede at vide mere om katolicismens forhold til fornuften og den frie vilje. For en kvinde, der ikke ville giftes, måtte katolicismen med sin jomfrudyrkelse og forherligelse af cølibatet virke meget tiltrækkende.
Alt det, hun måtte holde skjult for omgivelserne, tog sådan på hende, at hun blev syg. I februar 1652 kom den franske læge Pierre Bourdelot til Sverige. I modsætning til datidens øvrige læger havde han ingen tiltro til åreladning, men beordrede rigelig søvn, varme bade og sunde måltider som en modvægt mod det asketiske liv, Kristina hidtil havde ført. Hun var kun 25 år og burde glæde sig over livet. Skuespil havde altid interesseret hende, særlig Pierre Corneille med sin vægt på heroiske idealer. Bourdelot fik kunstnere til det svenske hof, der i voksende grad blev et kulturcentrum.

## Abdikation
6.juni 1654 abdicerede Kristina fra den svenske trone i Rigssalen i Uppsala slot. Hun bar kroningskappen, rigsæblet, scepteret og kronen, som derefter blev taget fra hende, genstand for genstand, men Per Brahe, der skulle løfte kronen af hende, rørte sig ikke, så Kristina selv måtte tage den af. Kun iført en hvid taftkjole holdt hun sin afskedstale med svigtende stemme, takkede alle og overlod magten til sin sortklædte fætter. Per Brahe mente, at hun "stod så smuk som en engel".
Økonomisk var Kristina sikret gennem indtægter fra blandt andet Norrköping, Öland, Gotland og gods i Pommern. Hun forlod Sverige sommeren 1654, skiftede til mandstøj ved den danske grænse, og red som mand gennem Danmark. Forholdet mellem de to lande var endnu så spændt, at en tidligere svensk dronning næppe kunne have rejst trygt i Danmark.
I august ankom hun til Antwerpen, der var en del af de Sydlige Nederlande under det Spanske Imperium. Til hendes ære blev der holdt fester, hvortil også ambassadør Chanut og statholderen i Norge, Hannibal Sehested, kom. 24.december 1654 gik hun over til den katolske tro i ærkehertug Leopolds kapel i Brüssel. Det turde hun alligevel ikke gå ud med offentligt, hvis nu det svenske Rigsråd ville afslå at betale hendes underhold. Ovenikøbet forberedte Sverige nu krig imod Pommern, så hendes indtægter derfra blev stærkt reducerede. Paven og kong Filip 4. af Spanien kunne heller ikke gå åbent ud med støtte til hende, da hun officielt endnu ikke var katolik. I stedet for fik hun det ordnet med et enormt lån, sådan at hun kunne fortsætte sin rejse med et følge på 255 personer og 247 heste. Hertugen af Tyrol var nær ved at ruineres af hendes besøg.
Pavens udsending, bibliotekaren Lucas Holstenius, mødte hende i Innsbruck. Han var selv konvertit. 3.november 1655 konverterede Kristina i Innsbrucks slotskirke og skrev om afgørelsen til pave Alexander 7. og sin fætter, Karl 10. Nu var der ingen vej tilbage.

## Rom
Rejsen sydover gennem Italien var nøje planlagt af Vatikanet og en strålende triumf. I Pesaro lærte Kristina de to brødre Santinelli at kende. De charmerede hende sådan med deres digte og dansefærdigheder, at hun ansatte dem. Den 20. december kom hun frem til Vatikanet, det sidste stykke vej i en bærestol tegnet af Bernini. Hun fik sin egen fløj i Vatikanet, og da paven opdagede inskriptionen, der symboliserede nordenvinden, Omne malum ab Aquilone (= alt ondt kommer nordfra), fik han den straks overmalet.
Den 23. december fulgte indtoget i selve Rom, på hesteryg gennem Porta Flaminia, der i dag hedder Porta del Popolo, på Piazza del Popolo. Bernini havde smykket porten med Kristinas våben (et kornaks for Vasa-slægten) under pave Alexanders (seks bjerge med en stjerne over). Også i dag kan man læse inskriptionen Felici Faustoq Ingresui Anno Dom MDCLV (= for et lykkeligt og velsignet indtog i året 1655). Kristina mødte Bernini nogle dage senere, og de to blev gode venner. Hun besøgte ham ofte i hans atelier, og da han lå for døden, ville han, at hun skulle bede for ham, fordi hun førte et sprog, som Gud forstod.
I Peterskirken knælede hun foran alteret, og første juledag modtog hun sakramentet af paven selv. Til hans ære tog hun tillægsnavnene Alexandra Maria – Alexandra både efter paven og efter sin store helt, Alexander den store. Selv om Kristina viste paven respekt på grund af hans embede, havde hun ikke den samme respekt for ham som privatperson. En gang sagde hun til en af hans tjenere, mens paven var i sin sommerresidens, Quirinal-paladset, der lå på Monte Cavallo (= hestebjerget), at Monte Cavallo i stedet burde hedde Monte degli Assisi (= Æselbjerget), for i de 30 år hun da havde boet i Rom, havde hun aldrig mødt en pave med et menneskes forstand.
Kristina bosatte sig i Palazzo Farnese, der tilhørte hertugen af Parma, lige overfor Birgitta af Vadstenas kirke, en anden svensk kvinde, der havde gjort Rom til sit hjem. Kristina åbnede et akademi der 24. januar 1656, kaldet "Arcadia", hvor deltagerne dyrkede musik, teater, litteratur og sprog. Hver onsdag kunne besøgende fra de højere klasser beundre paladsets kunstgenstande.
Men den aftalte apanage fra Sverige kom ikke. Kristina levede af lån og gaver. Tjenerne brugte dørene som brændsel, og brødrene Santinelli og endnu et stabsmedlem, Gian Rinaldo Monaldeschi, solgte ud af paladsets kunstgenstande. Hærværket blev forklaret med, at tjenerne ikke havde modtaget deres løn. Samtidig var Kristinas opførsel en kilde til forargelse. Hun var en ung kvinde på 29 og omgikkes unge mænd helt frit, hvad der vakte anstød.
En af dem var kardinal Decio Azzolino (1623-89), som havde været sekretær for ambassadøren i Spanien og sad med ansvaret for Vatikanets korrespondance med europæiske hoffer. De stod hinanden så nær, at paven bad ham om at forkorte besøgene hos Kristina; men deres venskab kom til at vare livet ud.
I et brev til Azzolino skriver Kristina på fransk, at hun aldrig ville krænke Gud eller give Azzolino grund til at føle sig stødt, men at dette "hindrer mig ikke i at elske Dem til døden, og da fromheden fritager Dem fra at være min elsker, så fritager jeg Dem fra at være min tjener, for jeg vil leve og dø som Deres slave." Han var mere forbeholden i sine svar. Kristina skrev mange breve til Azzolino, når hun var ude at rejse; af disse er ca. 50 bevaret. De blev skrevet i en kode, som det lykkedes friherre Carl Bildt, Norges og Sveriges ambassadør i Rom omkring århundredskiftet, at knække.
Iblandt gik det voldsomt for sig mellem de to. En gang havde Kristina og Azzolino aftalt at mødes i Villa Medici ved Monte Pincio, men kardinalen dukkede ikke op. Kristina tog da over til Engelsborg, hvorfra hun affyrede en af kanonerne. Man kan stadig se mærket i bronzeporten foran Villa Medici, hvor kuglen slog ind.
Til kredsen omkring Kristina hørte også Francesco Negri, en franciskaner fra Ravenna, der regnes som Nordkaps første turist. Negri skrev otte breve om sine vandringer gennem Skandinavien helt op til Capo Nord i 1664. Hun knyttede også komponisterne Alessandro Scarlatti og Arcangelo Corelli til sig; sidstnævnte dedicerede sit første værk, Sonata da chiesa, opus 1, til Kristina.
Svenskeren Lars Skytte var også franciskaner og blev Kristinas skriftefar gennem otte år, under navnet pater Laurentius. Også han var elev af Johannes Matthiae, og hans onkel havde været Gustav Adolfs lærer. Som diplomat i Portugal var han konverteret og bad om at blive overflyttet til Rom, da han hørte, at Kristina kom. Hun var imidlertid mere tiltrukket af den spanske præst Miguel Molinos, der havde haft inkvisitionen efter sig pga sin lære, som var inspireret af mystikeren Teresa af Avila. Det er hende, Bernini har afbildet i statuen Den hellige Teresa, der står i kirken Santa Maria della Vittoria i Rom.

### Drabet på Mondaldeschi
Spanien sad med herredømmet over Milano, Sicilien og kongedømmet Napoli. Den franske politiker Mazarin, der selv var italiener, havde prøvet at befri Napoli for det spanske styre, de havde gjort oprør mod; men en ekspedition i 1654, hvor også Kristinas hofmand Monaldeschi deltog, var mislykket.
Mazarin vurderede nu, om Kristina kunne være et passende dronningemne for Napoli. Befolkningen ville ikke have en italiensk fyrste på tronen; de foretrak en fransk prins. Sommeren 1665 sejlede Kristina til Marseilles og tog derfra til Paris for at diskutere sagen. Officielt forlød det, at hun skulle ordne aftalen med Karl X Gustav om sit økonomiske underhold.
Den 22. september 1656 var aftalen mellem hende og Ludvig XIV klar. Han skulle anbefale hende som dronning for napolitanerne og garantere beskyttelse mod spansk aggression. Dagen efter rejste hun til Pesaro og slog sig ned der for at afvente sagens videre udvikling. Som dronning af Napoli ville hun blive økonomisk uafhængig af Sverige og desuden bidrage til fred mellem Spanien og Frankrig.
Men Mazarin lagde sagen på is. På dette tidspunkt havde han forhandlet en fredsaftale med Spanien på plads på anden måde og styrket den med en aftale om ægteskab mellem Ludvig XIV og dennes spanske kusine Maria Theresia – de blev gift i 1660. Men Kristina blev ikke informeret og sendte først Monaldeschi, derefter Francesco Santinelli for at minde Mazarin om deres aftale. Sommeren 1657 tog hun selv turen til Frankrig, officielt for at besøge pavebyen Avignon. I oktober inviterede Ludvig hende til at bo på slottet Château de Fontainebleau. Her lod hun Monaldeschi dræbe 10. november 1657.
Hun har selv skrevet en redegørelse for dette, som blev spredt rundt i Europa. Gennem to måneder havde hun haft mistanke til Monaldeschi og beslaglagt hans korrespondance, hvoraf fremgik, at han havde forrådt hendes interesser og ovenikøbet lagt skylden på en fraværende hofmand. Hun tog sagen op med Monaldeschi, som hævdede, at forræderi burde straffes med døden. Kristina sad med beviserne og mente, han nu havde afsagt dødsdom over sig selv. Pateren Le Bel, der opholdt sig på slottet, skulle modtage hans skriftemål i Galerie des Cerfs (= hjortegalleriet).
Le Bel blev chokeret, da han forstod, hvad der foregik. De tre mænd i salen foruden ham selv og Monaldeschi skulle henrette Monaldeschi, der blev jaget rundt i værelset i flere timer, før de fik det dødelige stik ind. Han bar en brynje, der stadig er udstillet i en glasmontre uden for salen. Le Bel, der havde tigget på sine knæ om, at manden blev skånet, fik besked om at sørge for at få ham gravlagt inde i kirken, og Kristina, som virkede helt uberørt på Le Bel, betalte klosteret for at holde sjælemesser for den afdøde. Hun "beklagede, at hun havde været nødt til at gennemføre henrettelsen. Men, sagde hun, retfærdigheden var sket fyldest for hans forbrydelse og forræderi. Hun bad Gud tilgive ham," skriver Le Bel.
Drabet på Monaldeschi gav genlyd i samtiden. Mazarin rådede Kristina til at lægge skylden på Santinelli og afskedige ham, men hun insisterede på, at hun alene stod ansvarlig. Hun havde tilskrevet Ludvig XIV om sagen, og to uger senere aflagde han hende et venskabsbesøg i Fontainebleau, uden at sagen blev nævnt dem imellem. I Rom var folk anderledes oprørte. Monaldeschi havde været en italiensk adelsmand, dræbt af en udenlandsk barbarkvinde med Santinelli som bøddel. Brevene, der beviste hans skyld, er borte: Kristina overlod dem til Le Bel på drabsdagen, og han bekræftede, at de fandtes.
Kristina fortalte aldrig, hvad der stod i brevene. Måske havde Monaldeschi røbet Napoli-planerne for Spanien – men hvorfor skulle han det, når han selv havde været en af lederne under oprøret i Napoli? Måske var Mazarin den, der fik ham til at informere spanierne, sådan at planen med Kristina ikke længere kunne realiseres, uden at Mazarin blev den, der fik skylden for det.
Filosoffen Gottfried Wilhelm Leibniz mente, at Kristina juridisk havde ret til at lade Monaldeschi henrette, fordi hun som suveræn dronning rådede over sine undersåtter. Ud fra sin tids tankegang måtte hun som dronning også fastslå, hvad der var ret og galt, og Kristinas pligtfølelse var stærk. Hendes opfatning af sig selv som suveræn dronning varede hele livet. Hendes veninde Angela Maddalena Voglia blev sendt i kloster af paven for at få hende fjernet fra et lidt for nært forhold til en kardinal ved Sacro Collegio. Angela klarede at flygte fra klosteret og søgte tilflugt hos Kristina, men blev der overfaldet og voldtaget af en abbed. Kristina var forståeligt nok oprørt over, at det kunne ske under hendes tag, og ville have abbeden dømt og henrettet, men han undslap.

### Tilbage i Rom
15. maj 1658 ankom Kristina for anden gang til Rom, men denne gang var det ikke i triumf. Hun havde sat sin popularitet over styr, da hun dømte Monaldeschi til døden. Paven holdt sig i sin sommerresidens og ville ikke have besøg af denne kvinde, han omtalte som en barbar. Det franske hof var blevet af med hende ved hjælp af et lån på 80.000 écu og et løfte om, at hun kunne bo i Palazzo Rospigliosi, som tilhørte Mazarin. Det ligger i nærheden af Quirinal-paladset, og paven var lettet, da Kristina i juli 1659 flyttede til Trastevere for at bo i Palazzo Corsini, som dengang blev kaldt Riario-paladset – tegnet af Bramante og familien Sforzas hjem fra slutningen af 1500-tallet. Det var kardinal Azzolino, der underskrev lejekontrakten, og for sikkerheds skyld undlod at oplyse om lejeboerens navn, før kontrakten var signeret. Han skaffede hende også nye tjenere til erstatning for Francesco Santinelli, som havde været Monaldeschis bøddel og desuden bestjålet Kristina gennem en årrække.
Riario-paladset blev hendes hjem for livet. Hun dekorerede væggene med malerier, hovedsagelig fra renæssancen; ingen kunstsamling i Rom kunne måle sig med hendes. Her fandtes også portrætter af hendes venner Azzolino, Bernini, Ebba Sparre og Descartes, ambassadør Chanut og lægen Bourdelot. Azzolino sørgede for en forsoning med paven, og at denne bevilgede hende en pension.

### Gensyn med Sverige
I april 1660 fik Kristina kendskab til, at Karl X Gustav var død i februar. Hans søn, Karl XI, var kun fem år. Om sommeren rejste hun til Sverige og bekendtgjorde, at hun havde overladt tronen til sin fætter og hans arving, men hvis drengen døde, ville hun igen overtage tronen. Det kunne hun ikke som katolik, og gejstligheden nægtede hende også at holde katolsk messe. Efter nogle uger i Stockholm slog hun sig ned i Norrköping, der var hendes område. Der hørte hun, at Mazarin var død, og at Ludvig XIV ville blive enevoldskonge.
På rejsen tilbage til Rom tilbragte hun et år i Hamburg for at ordne sine finanser. Hun overlod sine indtægter til bankmanden Diego Texeira – hans egentlige navn var Abraham – mod at han sendte hende et månedligt beløb og dækkede hendes gæld i Antwerpen. Hun både besøgte Texeira-familien og inviterede dem hjem til sig; det var ualmindeligt i forhold til jøder.
Sommeren 1662 ankom hun til Rom for tredje gang. Nu fulgte nogle bekymringsløse år, men i 1666 måtte hun igen til Hamburg for at sikre sin økonomi. I Sverige var hun uønsket, men hun tog alligevel derop i foråret 1667, men med uforrettet sag. Det blev hendes sidste besøg i hjemlandet. Hun var fyrre år, noget overvægtig og generet af tørst – et tegn på begyndende diabetes – søvnløshed og hovedpine.
I Hamburg fik hun at vide, at Alexander VII var død. Den nye pave, Clemens IX, havde været fast gæst i hendes palads. I sin glæde over valget arrangerede hun en stor fest i sit logi i Hamburg med illumination og vin i fontænen udenfor. Hun glemte helt, at det var protestantisk område, og festen endte med, at hun måtte flygte ud af en skjult dør, mens der blev kastet med sten og svinget med fakler udenfor. Texeira-familien måtte betale for hærværket.

### Hjem til Rom
22. november 1668 holdt Kristina sit fjerde og sidste indtog i Rom. Som første gang red hun gennem Porta del Popolo i triumf. Clemens IX besøgte hende tit; de delte interessen for skuespil, og Kristina etablerede Roms første offentlige teater i et tidligere fængsel, Tor di Nona, der nu tilhørte en munkeorden. Da paven mod slutningen af 1669 fik et slagtilfælde, var hun blandt de få, han ønskede at se ved sygesengen. 9. december døde han, og den nye pave, Clemens X, bekymrede sig for teatrets indflydelse på moralen. Værre blev det under hans efterfølger , Innocens XI, som gjorde Kristinas teater til kornkammer, selv om han tidligere ofte havde været gæst i hendes loge sammen med de andre kardinaler. Han forbød også kvinder at optræde med sang eller skuespil og at bruge nedringede kjoler. Kristina lod stadig opføre skuespil med kvinder på scenen. I et brev oplyste Innocens XI, at hendes pension på 12.000 scudi var inddraget til fordel for den krig mod tyrkerne, der også var en hjertesag for Kristina. Alligevel blev hun rasende, men skrev: "Det eneste, jeg beklager, er, at man ikke har kunnet berøve mig 100.000 écu i måneden, for det ville være en støtte til kejseren værdig en pave." 
I sin kælder havde hun et laboratorium, hvor hun og Azzolino eksperimenterede med alkymi. Hun skrev også aforismer, sin selvbiografi og essays om sine helte Alexander den Store og Julius Cæsar.

### Sygdom og død
I februar 1689 blev den 62-årige Kristina syg og modtog den sidste olie. Pave Alexander 8. var selv for syg til at besøge hende, men sendte hende sin hilsen. Sandsynligvis led hun af diabetes og galdesten, som hun havde prøvet at lindre ved at undgå krydret mad og vin. Hun kom sig imidlertid, og der lød lovsange i kirkerne, men i midten af april fik hun lungebetændelse og høj feber. På sit dødsleje sendte hun bud til paven, om han kunne tilgive hendes fornærmelser, og det kunne han. Kardinal Azzolino veg ikke fra sengen, før hun var død.
Selv ønskede hun en enkel begravelse, men Alexander 8. lod hende i stedet for ligge fire dage på lit de parade i Riario-paladset. Fra kirken Santa Maria in Valicella  gik begravelsesprocessionen så til Peterskirken. Kristina var balsameret og dækket af hvid brokade, en sølvmaske, forgyldt krone og scepter. Hun blev lagt i en tredobbel kiste, først en af cypres, så en af bly og endelig en af træ. Hendes indvolde lå en i høj urne, som sammen med kisten blev placeret i kirkekrypten blandt paverne. Hun er den ene af kun to kvinder, som er gravlagt i Peterskirken.
I 1702 rejste pave Clemens XI et monument over hende, som står til højre for kirkens indgang. Hun havde opført Azzolino som sin enearving, for at han skulle dække gælden, hun efterlod sig. Imidlertid var han for syg og udslidt til at gå til hendes begravelse og døde allerede i juni samme år. Hans nevø, Pompeo Azzolino, var hans enearving, og han solgte hurtigt ud af Kristinas ejendele. Hendes bibliotek blev købt af pave Alexander 8. til Vatikan-biblioteket, mens de fleste malerier endte i Frankrig. Tre hundrede malerier talte samlingen, og det meste stammede fra Kristinas fars plyndring af kejser Rudolf 2.s kunstkammer i Prag i 1648. For Sverige var det i første omgang et tab, at hun førte alle kunstskattene ud af landet; men i 1697 brændte slottet i Stockholm ned, så kun en fløj stod tilbage, så malerierne havde næppe eksisteret i dag, hvis de dengang var blevet i Sverige. Et af dem, Venus sørger over Adonis af Paolo Veronese, var krigsbytte fra Prag, blev solgt af Azzolinos nevø og endte til sidst i Stockholms Nationalmuseum.

## Var hun tvekønnet?
Rygter har gået om, at Kristina skulle være født som hermafrodit. I 1943 blev hendes kiste åbnet, da sarkofagerne i krypten blev flyttet. Man fandt sølvmasken, kronen og scepteret, men brokaden var næsten væk. I december 1965 blev kisten igen åbnet. Det drejede sig om en enkel, nærmest rådnet kiste, påhæftet en blyplade med inskription. Sølvmasken, kronen og scepteret var imidlertid på plads, og skelettet blev målt og undersøgt. Der fremkom intet andet end typiske kvindelige kendetegn. Dr Carl-Herman Hjortsjö læste obduktionsrapporten skrevet et døgn efter Kristinas død. Denne nævner intet om anomalier ved hendes kønsdele, og rygterne har næppe haft andet grundlag, end at hun af bekvemmelighedsgrunde foretrak herresko, havde dyb stemme, og ikke var det mindste interesseret i ægteskab.

## Fort Christina i Den nye verden
3 km fra det sted, hvor Christina River munder ud i Delaware River, lå den første svenske bosættelse i Amerika. Den blev rejst i 1638, kaldet Fort Christina efter dronningen, og lå ca 1,5 km øst for centrum i vore dages Wilmington. Fort Christina var den første permanente, europæiske bosætning i Delaware Valley. De svenske skibe "Kalmar Nyckel" og "Fågel Grip" sejlede ind i landet med Peter Minuit som kaptajn. Han valgte stedet, hvor Christina River flyder sammen med South River, da det udgjorde et naturligt stop for de indianere, der kom i kano fra indlandet for at sælge pelse og skind. Imidlertid gjorde nederlænderne krav på området efter Henry Hudsons rejse i 1609, så det blev starten på en konflikt mellem svenskere og nederlændere, som varede i sytten år, til Peter Stuyvesant tog kontrol over Fort Christina og området rundt. I mangel af svenske kolonister havde myndighederne lokket folk fra Finland, der praktiserede svedjebrug og derved havde udpint hjemlandets jord. Finlænderne indførte tømmerhytten i området. Der står i dag et mindesmærke på stedet, hvor Minuit gik i land, og en kopi af "Kalmar Nyckel" har Wilmington som sin hjemmehavn.

## Anetavle
| P                            | I                                  | II                                           | III                                             |
| ---------------------------- | ---------------------------------- | -------------------------------------------- | ----------------------------------------------- |
| Proband: Kristina af Sverige | Far: Gustav 2. Adolf af Sverige    | Farfar: Karl 9. af Sverige                   | Farfars far: Gustav Vasa                        |
| Proband: Kristina af Sverige | Far: Gustav 2. Adolf af Sverige    | Farfar: Karl 9. af Sverige                   | Farfars mor: Margareta Eriksdotter Leijonhufvud |
| Proband: Kristina af Sverige | Far: Gustav 2. Adolf af Sverige    | Farmor: Christine af Slesvig-Holsten-Gottorp | Farmors far: Adolf af Slesvig-Holsten-Gottorp   |
| Proband: Kristina af Sverige | Far: Gustav 2. Adolf af Sverige    | Farmor: Christine af Slesvig-Holsten-Gottorp | Farmors mor: Christine af Hessen                |
| Proband: Kristina af Sverige | Mor: Maria Eleonora af Brandenburg | Morfar: Johan Sigismund af Brandenburg       | Morfars far: Joachim Frederik af Brandenburg    |
| Proband: Kristina af Sverige | Mor: Maria Eleonora af Brandenburg | Morfar: Johan Sigismund af Brandenburg       | Morfars mor: Katharina af Brandenburg-Küstrin   |
| Proband: Kristina af Sverige | Mor: Maria Eleonora af Brandenburg | Mormor: Anna af Preussen                     | Mormors far: Albrecht Frederik af Preussen      |
| Proband: Kristina af Sverige | Mor: Maria Eleonora af Brandenburg | Mormor: Anna af Preussen                     | Mormors mor: Maria Eleonore af Jülich-Kleve     |

| KristinaHuset VasaFødt: 18. december 1626 Død: 19. april 1689 |                                 |                                |
| Titler som regent                                             |                                 |                                |
| Foregående: Gustav 2. Adolf                                   | Dronning af Sverige 1632 – 1654 | Efterfølgende: Karl 10. Gustav |